# Melitara prodenialis
Melitara prodenialis is een vlinder uit de familie van de snuitmotten (Pyralidae). De wetenschappelijke naam van de soort is voor het eerst gepubliceerd in 1863 door Francis Walker.
De soort komt voor in de Verenigde Staten en Curaçao.